# Dulcit (odrůda jablek)
Dulcit (Malus domestica 'Dulcit'), TE-24 286, je ovocný strom, kultivar druhu jabloň domácí z čeledi růžovitých. Plody jsou řazeny mezi podzimní odrůdy jablek, sklízí se v září, dozrává v listopadu, skladovatelné jsou do konce ledna.

## Historie

### Původ
Původem je z České republiky, byla vyšlechtěna v ŠS Těchobuzice, vznikla křížením odrůd  'Dukát'  a  'Spencer' . Registrována je od roku 1997.

## Vlastnosti
Odrůda je diploidní, cizosprašná, dobře opylitelná.

### Růst
Vzrůstem se odrůda řadí mezi silněji rostoucí. Tvoří delší, jednolité přírůstky, které dobře obrůstají kratším plodonosným obrostem. Vytváří rozložitý typ korun. Kvete se skupinou raně kvetoucích odrůd.

## Plodnost
Plodí záhy, bohatě avšak ne zcela pravidelně.

## Plod
Plod je kulatý až kuželovitý, velký. Slupka je na omak suchá, zelenožluté zbarvení je překryté červenou barvou. Výrazné jsou lenticely a  plod bývá místy rzivý. Dužnina je nažloutlá se sladce navinulou chutí, dobrá.

## Choroby a škůdci
Odrůda je středně odolná proti strupovitosti jabloní a středně odolná k padlí. Podle jiných zdrojů je odolná k padlí a středně odolná vůči strupovitosti.

## Použití
Je vhodná ke skladování a přímému konzumu. Odrůdu lze použít do všech poloh ale za vhodnější je považováno pěstování s chemickým ošetřením . Pro odrůdu jsou použitelné středně bujně a slabě vzrůstné podnože, je možné pěstování odrůdy ve všech tvarech.